# Dicrurus fuscipennis
Il drongo delle Comore o drongo di Grande Comore (Dicrurus fuscipennis (Milne-Edwards & Oustalet, 1887)) è un uccello passeriforme appartenente alla famiglia Dicruridae.

## Etimologia
Il nome scientifico della specie, fuscipennis, deriva dal latino e significa "dalle penne di colore fosco", in riferimento alla livrea di questi uccelli.

## Descrizione

### Dimensioni
Misura 26,5-29 cm di lunghezza.

### Aspetto
Si tratta di uccelli dall'aspetto robusto e slanciato, muniti di grossa testa arrotondata, becco conico e robusto di media lunghezza, largo e dall'estremità adunca, zampe corte, lunghe ali digitate e coda lunga (anche se meno rispetto alle altre specie africane di drongo) e dall'estremità biforcuta, con le due punte che tendono a divergere curvandosi verso l'esterno nella metà distale.
Il piumaggio si presenta interamente di colore nero lucido, con tendenza a mostrare decise sfumature di color bruno-cannella sulle remiganti e sulla superficie superiore della coda: le stesse aree presentano riflessi metallici di colore bronzeo, mentre il resto del corpo presenta uniformemente riflessi metallici che sono però di colore azzurro-bluastro.

I due sessi presentano colorazione simile, risultando però distinguibili per la minore lucentezza del piumaggio della femmina, che presenta inoltre coda di lunghezza mediamente minore rispetto al maschio.
Il becco e le zampe sono di colore nero: gli occhi sono invece di colore bruno-rossiccio.

## Biologia
Si tratta di uccelli che vivono da soli o in coppie e presentano abitudini diurne, passando la maggior parte della giornata appollaiati su un posatoio dal quale possono godere di una buona visuale dell'area circostante, al doppio scopo di individuare sia eventuali prede al suolo o fra i rami che possibili intrusi che invadano il territorio: le prede vengono catturate in volo o prelevate dal suolo, dai rami o dalle foglie, mentre gli intrusi (in particolar modo durante il periodo riproduttivo, quando questi uccelli divengono ancora più aggressivi e territoriali) vengono avvertiti con richiami d'allarme ed eventualmente aggrediti con picchiate e beccate.
Il drongo delle Comore è un uccello molto vocale: questi uccelli possono emettere una grande varietà di richiami, che comprendono fra gli altri fischi flautati, aspri gracchi e richiami cicaleggianti, oltre all'imitazione dei versi di altri uccelli.

### Alimentazione
La dieta del drongo delle Comore è essenzialmente insettivora e si compone in massima parte dei grossi insetti (soprattutto cavallette e coleotteri), oltre che da altri invertebrati e sporadicamente anche di piccoli vertebrati, bacche e piccoli frutti maturi.

### Riproduzione
Si tratta di uccelli monogami, la cui stagione riproduttiva i estende da settembre a dicembre.
Le coppie collaborano nella costruzione del nido (una fragile struttura a coppa edificata con fibre vegetali intrecciate alla biforcazione della parte distale di un ramo d'albero), nella sua difesa, nella cova (coi due sessi che si alternano nell'incubazione delle 2-4 uova) e nelle cure parentali verso i nidiacei, che si affrancano dai genitori a circa un mese e mezzo dalla schiusa.

## Distribuzione e habitat
Come intuibile dal nome comune, il drongo delle Comore è endemico delle Comore ed in particolare di Grande Comore, della quale popola le pendici del vulcano Karthala.
L'habitat di questi uccelli è rappresentato dalle aree alberate, con preferenza per la foresta secondaria e per le zone non eccessivamente fitte, anche degradate (come campi di taglio) o antropizzate (colonizza infatti senza problemi piantagioni ed aree coltivate).

## Conservazione
La Lista rossa IUCN classifica Dicrurus fuscipennis come specie in pericolo di estinzione (Endangered).